# Mike Wead
Per Mickael Vikström, poznatiji kao Mike Wead (Boden, Švedska, 6. travnja 1967.), švedski je gitarist. Svirao je sa skupinima heavy metala kao što su Memento Mori, Abstrakt Algebra, Hexenhaus, Edge of Sanity, Candlemass i Warchild. Treutno je gitarist projekta King Diamond i sastava Mercyful Fate. Također je svirao sa skupinom Bibleblack.